# 塞尔希奥·拉米雷斯
塞尔希奥·拉米雷斯·梅爾卡多（西班牙語：Sergio Ramírez Mercado；1942年8月5日—）是尼加拉瓜作家、政治人物。早年参加桑地诺民族解放阵线，與丹尼尔·奥尔特加等人推翻了蘇慕薩家族的独裁统治，奥尔特加初次当选尼加拉瓜总统後，曾担任其副手，1990年卸任後因意见不合與奥尔特加渐行渐远，退出桑解阵並自创桑地诺革新阵线，1996年退出政坛专心写作，奥尔特加再度执政後，拉米雷斯屡遭当局打壓，最终被迫离开尼加拉瓜，定居西班牙。在文学领域，拉米雷斯是拉丁美洲文學爆炸期间尼加拉瓜的代表性作家之一，长于小说创作，並憑藉其作品获得塞万提斯奖等獎項。

## 早年生涯
塞爾吉奧·拉米雷斯於1942年8月5日出生於尼加拉瓜馬薩亞省馬薩特佩，他是咖啡種植園主佩德羅·拉米雷斯·古鐵雷斯（Pedro Ramírez Gutiérrez）和高中教師路易莎·梅爾卡多·古鐵雷斯（Luisa Mercado Gutiérrez）五個孩子中的第二子。拉米雷斯自幼便好阅读美国漫画、小说，收听广播剧，這激发了他對文学的兴趣，为日后投身文学创作奠定了基础，他14岁时便开始向《新闻报》投稿自己的文学作品。
1959年，17岁的拉米雷斯离开了马萨特佩，前往尼國第二大城市莱昂的尼加拉瓜國立自治大學学习法学:73-74，当年，斐代爾·卡斯楚在古巴领导的革命胜利，受到激发的学生们决定发动示威游行，抗议蘇慕薩家族的独裁统治，但在7月23日，国民警卫队镇压了这场示威，示威失败后的拉米雷斯决定组建一个左翼运动团体，继续对抗当局。
在拉米雷斯入学时，馬里亞諾·菲亞略斯·希爾担任莱昂尼加拉瓜國立自治大學的校長，他平易近人、思維清晰，主张人文主義、自由主義、反教權主義、批判性思考、大学自治，對年轻的拉米雷斯的成長起到了至關重要的作用，拉米雷斯亦在1962年受校长任命为大學公共關係主管，多次陪同校長出行。他也得到了與校长探討文學、人文主義和哲學的机会。在校長的鼓勵下，拉米雷斯出版了自己的第一本文集《故事》（Cuentos），菲亞略斯还为这本书作序，这位校长深刻地影响了拉米雷斯，拉米雷斯还为他写了一本傳記，表达了對其师德及学术贡献的肯定。校园内自由的学术氛围也成为了各种学生刊物出版发行的温床，拉米雷斯與友人費爾南多·戈迪略（Fernando Gordillo）也在1960年創辦了實驗文學雜誌《窗口》（Ventana）。1964年，拉米雷斯以法学系模範生的身份畢業，並與在学校担任打字员的女子赫特鲁迪斯·格雷罗（Gertrudis Guerrero）结婚，按照校长提出的合約前往哥斯大黎加工作，之后13年，他便居住在哥國。

## 旅居哥國
自1964至1977年這13年，拉米雷斯一直居住在哥斯达黎加，成为中美洲大學聯合會主任，这个联合会致力於在中美洲各国在教育上的融合发展，主张在各国之上建立一个統一高等教育教學專案，並創建聯合學術專案、共建研究生院，1968年，他还參與創辦了中美洲大學出版社（Editorial Universitaria Centroamericana），亦结识了荷西·科羅內爾·烏爾特喬、埃内斯托·卡德纳尔等流亡知识分子，亦透过他们的译作读到了威廉·卡洛斯·威廉斯、T·S·艾略特和埃茲拉·龐德等北美詩人的作品，在从事出版的同时，他学到了嚴謹、細緻的文本處理技巧，提高了写作能力。1970年，他在哥國出版了长篇处女作《耀眼的时间》（Tiempo de Fulgor），之后又出版了《人民與违法》等小说作品，他本人也凭借该作品在1971年获得了委内瑞拉的短篇小说奖:186。1973年至1975年，希望成为一名作家的拉米雷斯透過德國學術交流總署的奖学金，来到西德留学，並以其在柏林伊比利亞-美洲研究所搜集到的文獻创作了小说《你害怕鲜血吗？》（¿Te dio miedo la sangre?）。
就在发表《耀眼的时间》当年，拉米雷斯加入了桑地諾民族解放陣線，负责争取世界各国的声援，对抗在尼国执政的蘇慕薩家族，当时的桑解阵已经透过游击队，直接对抗当局，但仍然不敌蘇慕薩，该黨也一度分裂为无产阶级派及持久人民战争派，矛盾不断，直到1977年，奥尔特加才吸收包括拉米雷斯在内的大部分桑解阵成员，建立了第三个派系起义派，拉米雷斯本人亦为奥尔特加拉拢了埃内斯托·卡德纳尔等流亡知识分子，组建“十二人集团”，号召所有反对蘇慕薩的人一起参加桑解阵的军事行动，以发动全国性的起义。1978年，安纳斯塔西奥·索摩查·德瓦伊莱雇凶谋杀《新闻报》社长查莫罗後，桑解阵三大派系达成共识，决定與国内其他反对派一同发动起义，他们最终於1979年7月进军马那瓜，推翻了蘇慕薩，而他倡议成立的“十二人集团”亦随即解散:54-56,185。

## 桑解阵执政时期

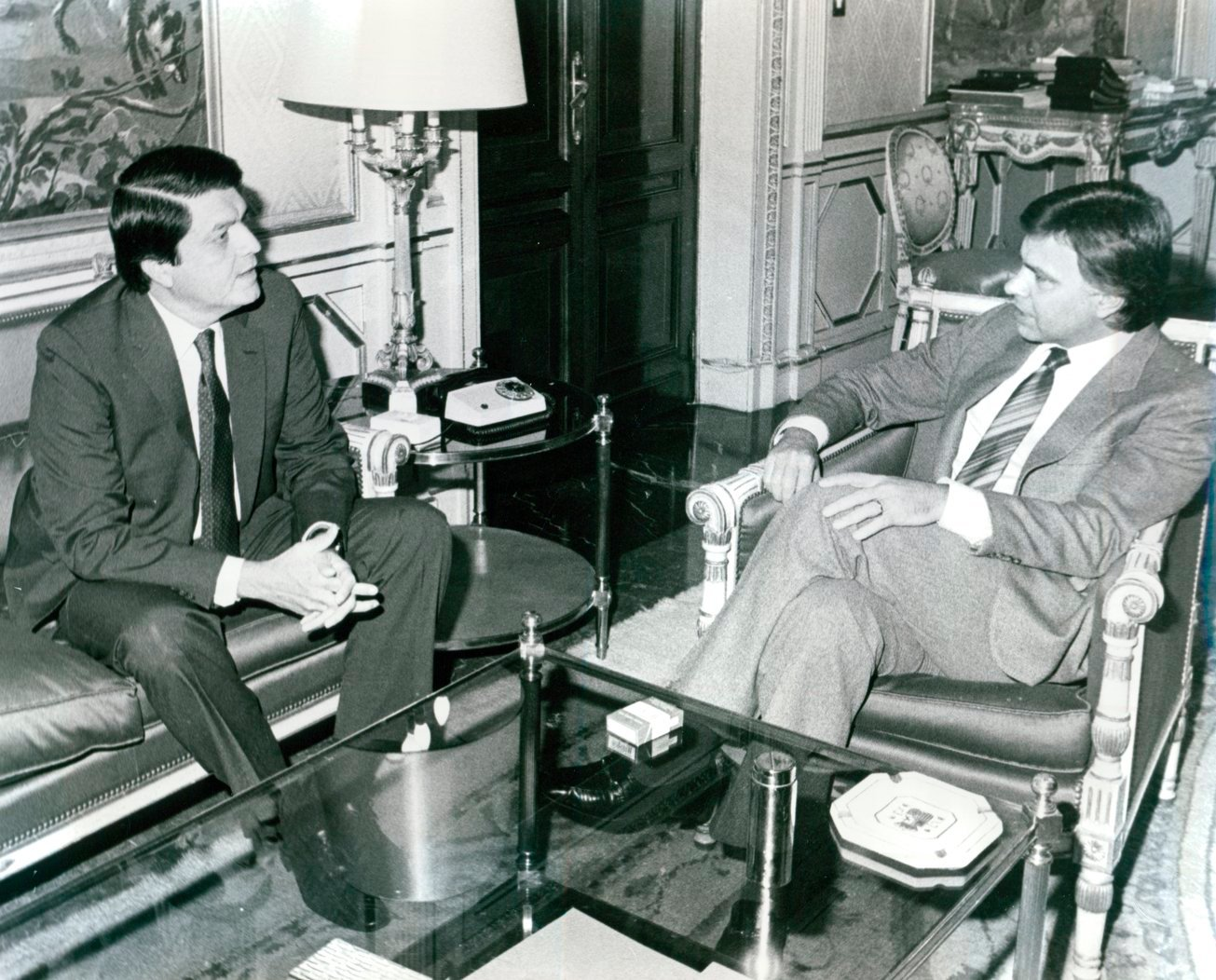
1988年，拉米雷斯在蒙克洛亞宮與西班牙首相费利佩·冈萨雷斯会谈

1979年7月20日，由桑地諾民族解放陣線等尼加拉瓜反对派组建的民族复兴执行委员会、临时政府迁入马那瓜，由桑解阵起义派首领奥尔特加出任民族复兴执政委员会协调员，成为新政權的政府首脑，作为桑解阵主要成员的拉米雷斯也與奥尔特加一道，开始主持尼加拉瓜战后重建工作:57-58。拉米雷斯擔任了國家教育委員會主席，並創辦了新尼加拉瓜出版社（Nueva Nicaragua），该出版社主要出版国内外的文学著作:74。
1984年11月4日，尼加拉瓜举行全国大选，以桑解阵为首的7个中左派政党参加选举，奥尔特加、拉米雷斯则代表桑解阵参选尼國的正副总统，由于右派的保守党、社会民主党等政党抵制选举，最终，桑解阵以67%的得票率获胜，成为执政党，奥尔特加與拉米雷斯也分别当选为正副总统:59。作为副总统的拉米雷斯也代表新政府出访了美国、欧洲及拉丁美洲多国，试图说服这些国家改善對桑解阵政权的态度，争取经济援助，但收效甚微。另一方面，在处理国务的同时，拉米雷斯也在业余时间继续创作文学作品，其代表作《天谴》便於1988年付梓发行。

## 后桑解阵时期

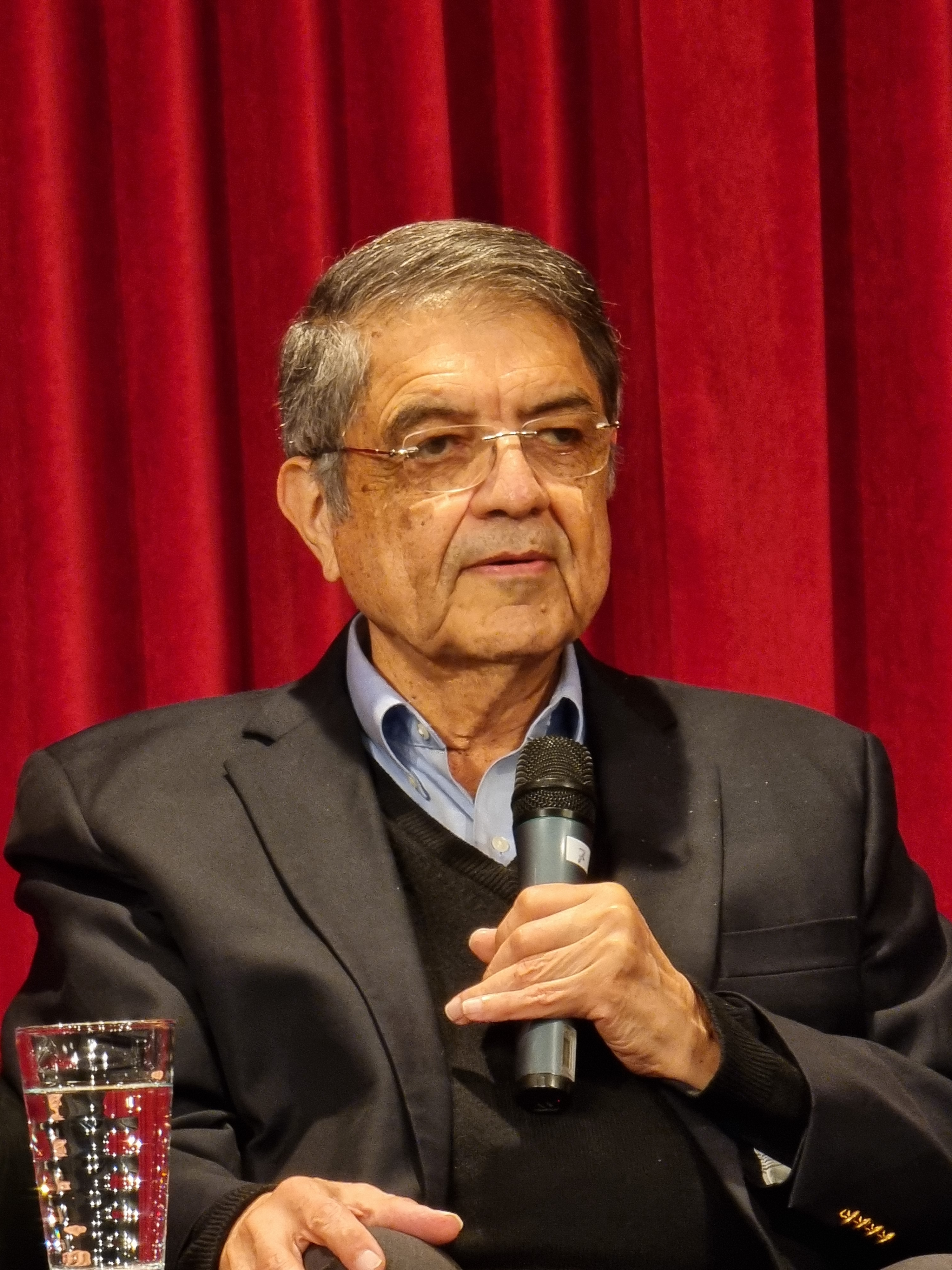
2022年，参访德国塞万提斯学院的拉米雷斯

1990年2月25日，尼加拉瓜举行了总统大选，主张改善與美国的外交关系、恢复经济、削减军事开销並废除义务兵役制的反对派政治领袖比奥莱塔·查莫罗击败了试图争取连任的奥尔特加，成为尼加拉瓜第一位女总统，桑解阵也失去权力，成为在野党:61-63。選舉失敗後，拉米雷斯认为桑解阵无法与时俱进、缺乏透明度及开放性、主张国有制经济为主导、與美国关系欠佳等问题导致大选失利，試圖在黨內推行民主改革，但因黨內同仁的反对而宣告失敗，1995年，不满奥尔特加的拉米雷斯等人退出了桑解阵，成立了桑地诺革新运动，他本人也在1996年代表革新运动参加了当年的总统大选，但以第六名（7,665票）宣布败选，在离开桑解阵後，他所负责的《街垒报》也遭到肃清:489-504。败选後的拉米雷斯随即淡出政坛，专心于文学创作，并于2017年獲得了西班牙語文學界的最高獎項米格爾·德·塞萬提斯獎。
由于批评当局，拉米雷斯在奥尔特加第二次执政後便多次遭到打压。2008年底，由官方管理的尼加拉瓜文化研究所（Instituto Nicaragüense de Cultura）不同意拉米雷斯为诗人卡洛斯·馬丁內斯·里瓦斯選集序言的作者，而西班牙《國家報》原本計劃將這本選集收錄在其紀念20世紀西班牙語偉大詩人的文集中。为此，這家西班牙報社決定撤回這本選集，以表达對尼加拉瓜当局的抗议，诺贝尔文学奖得主加西亚·马尔克斯等作家也谴责了尼当局的审查行为。2021年总统大选前夕，试图连任的奥尔特加开始利用总统职权打壓異議人士，有7名潛在的參選人在当年6月至7月間被捕，一些記者和反對派也遭到拘留，9月8日，拉米雷斯也遭到当局发布逮捕令，並被指控「煽動仇恨」、「共謀」等罪行，奥尔特加当局还禁止其作品出版发行，拉米雷斯也随即宣布移居西班牙。2023年2月17日，尼加拉瓜上訴法院以“涉嫌背叛祖國，破壞尼加拉瓜人民的和平、主權、獨立和自決”等罪名，剝奪该国94名異議人士的公民權，拉米雷斯也名列其中。2023年8月後，哥伦比亚、厄瓜多两国政府相继宣布为其授予公民身份。

## 作品
拉米雷斯是拉丁美洲文學爆炸時期尼加拉瓜的代表作家之一。自1970年首次公开发表《耀眼的时间》後，塞尔希奥·拉米雷斯便创作了多部文学作品，即使在担任副总统期间亦笔耕不辍，其作品主题多围绕尼加拉瓜现代民族国家独立展开，並关注社会不义问题，亦與桑解阵、蘇慕薩家族独裁、新威权主义密切相关。其中包括《人民与违法》、《你害怕鲜血吗？》、《天谴》、《化妆舞会》（Un baile de máscaras）、《玛格丽塔、大海多美丽》、《影子而已》（Sombras nada más）、《101次死亡》（Mil y una muertes）、《上天为我哭泣》、《逃亡的女人》等，也著有像《尼加拉瓜食物词典》（Diccionario de los alimentos de Nicaragua）这样的非虚构作品。《天谴》是拉米雷斯的代表作，其基于尼加拉瓜莱昂市内真实发生的投毒杀人罪案，讲述了律师卡斯塔涅達被当局指控为杀人犯，最终遭刑求身亡的故事。墨西哥作家卡洛斯·富恩特斯认为该作品的创作受到了司汤达《红与黑》、福楼拜《包法利夫人》以及陀思妥耶夫斯基《罪与罚》的影响，並肯定了文中多样的语言及對拉丁美洲人自我伪装、欺骗行为的反映。拉米雷斯的同侪埃内斯托·卡德纳尔也认为《天谴》的艺术水準可以與诺贝尔文学奖得主加西亚·马尔克斯、马里奥·巴尔加斯·略萨的作品相媲美。拉米雷斯也凭借这部作品於1989年获得了西语世界侦探文学最高奖项哈米特奖:186。
自1971年获得委内瑞拉的短篇小说奖以来，拉米雷斯及其作品獲得了尼加拉瓜國內外多個文學組織的肯定，包括法國政府所頒發的藝術與文學勳章、智利何塞·多諾索拉丁美洲文學獎、西班牙阿尔法瓜拉小说奖、秘鲁何塞·马里亚·阿格达斯拉丁美洲文学奖、墨西哥國際文學創作獎，以及2017年的米格尔·德·塞万提斯奖等。